# Näfels

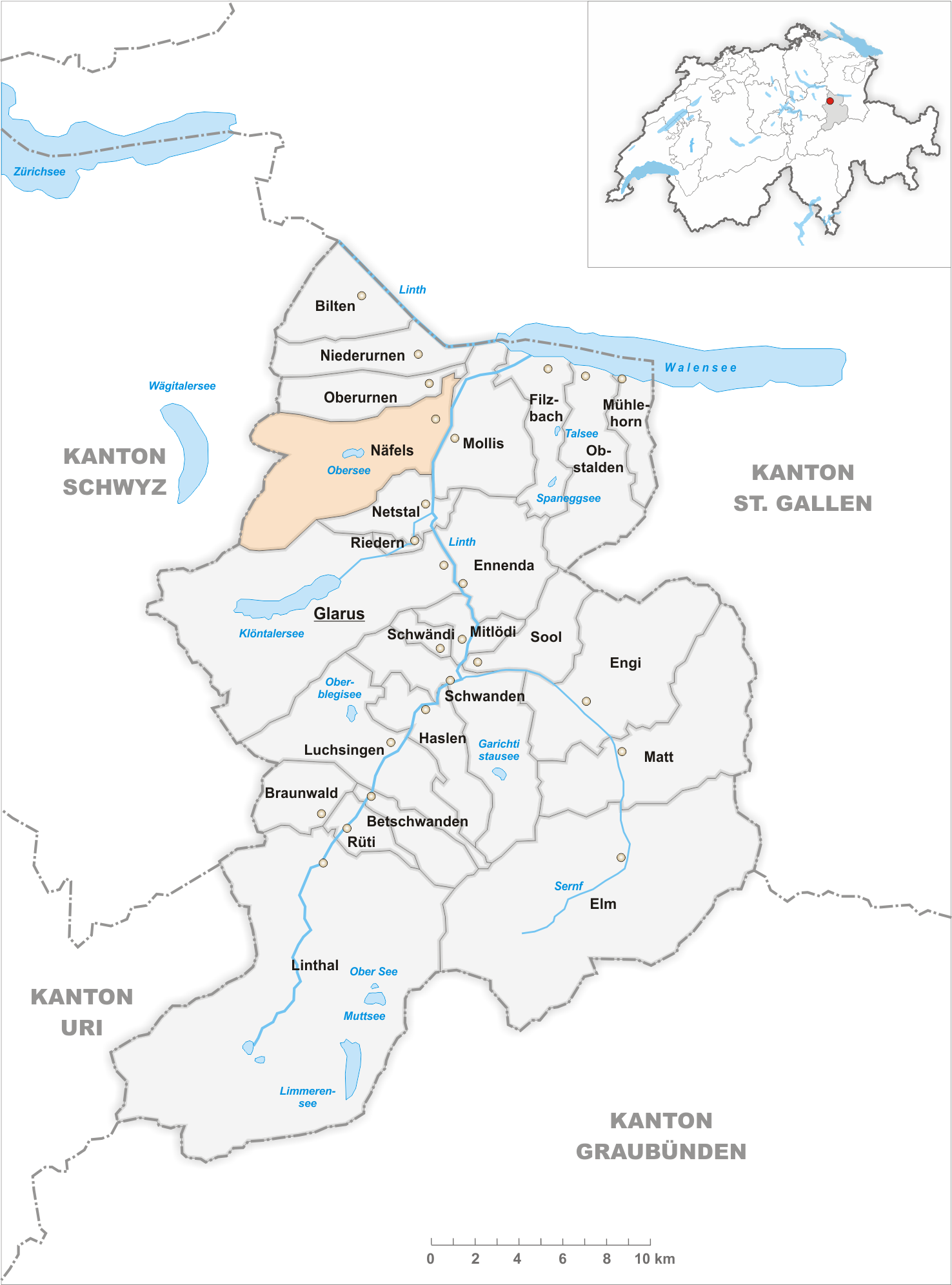
Gemeindestand vor der Fusion am 1. Januar 2011

Näfels, historisches Luftbild von 1919, aufgenommen von Walter Mittelholzer

Näfels (im höchstalemannischen Ortsdialekt [ˈnæfəls]) ist eine Ortschaft der Gemeinde Glarus Nord im Schweizer Kanton Glarus.

## Geographie
Näfels liegt im Grenzgebiet der Schwyzer Alpen, Glarner Alpen und Ostschweizer Voralpen, am linken Ufer der Linth, ca. 50 km südöstlich von Zürich auf 437 Metern über Meer. Der Rautispitz, höchster Punkt der ehemaligen Gemeinde, liegt auf 2283 Metern über Meer.
Der Mühlebach erreicht von Netstal, Gemeinde Glarus, kommend im Schneisigen das Dorf. Dann bildet er Mäander und fließt im Rautifeld in die Rauti.

## Geschichte
Der Ortsname wird erstmals 1240 in der Phrase Fridericus et Ulricus fratres de Nevels urkundlich erwähnt. Er geht auf die romanische Besiedlung zurück: Zugrunde liegt lateinisch novālis «Brachfeld; Neuland, neu der Kultur gewonnenes Land» bzw. dessen Plural novālēs. Näfels ist damit ein Rodungsname.
In der Schlacht bei Näfels von 1388 schlugen die Eidgenossen die Habsburger. An diese Schlacht erinnern ein Denkmal und die jährlich stattfindende Näfelserfahrt am ersten Donnerstag im April.
In der Schlacht bei Näfels von 1799 wurde der russische Feldmarschall Suworow von Truppen Frankreichs und der Helvetischen Republik zum verlustreichen Rückzug über den Panixerpass gezwungen.
Im Zweiten Weltkrieg und im Kalten Krieg hatte die Sperrstelle Näfels mit den Artilleriewerken Niederberg und Beglingen den Auftrag, den Reduitzugang Richtung Klausenpass zu sperren.
Die Gemeinde wurde im Rahmen der Glarner Gemeindereform auf den 1. Januar 2011 mit den Gemeinden Bilten, Filzbach, Mollis, Mühlehorn, Niederurnen, Oberurnen und Obstalden zur neuen Einheitsgemeinde Glarus Nord zusammengelegt. Bis dahin war sie mit knapp 4000 Einwohnern die zweitgrösste Gemeinde des Kantons gewesen.

## Verkehr
Näfels liegt an der Bahnlinie Rapperswil–Uznach–Linthal. Durch den Bahnhof im benachbarten Ziegelbrücke ist Näfels auch gut mit der Eisenbahnhauptstrecke Basel–Zürich–Sargans–Chur verbunden.
In der Nähe verläuft die Autobahn A3 (Zürich–Sargans–Chur), die über den Anschluss Niederurnen/Glarus erreichbar ist.

## Wirtschaft
In Näfels steht die einzige Konfettifabrik der Schweiz; sie stellt jährlich 200 Tonnen Konfetti her. Grösster Arbeitgeber ist die Netstal Maschinen AG, die im März 2024 von Krauss-Maffei an Krones verkauft wurde. Stand Mai 2025 hat sie ihren Sitz weiterhin in Näfels.

## Tourismus
Die moderne Infrastruktur, das vielfältige Angebot an Arbeitsplätzen, das kulturelle Angebot, die Nähe zum Hauptort, aber auch die Tatsache, in kurzer Zeit via Autobahn nach Zürich, Chur oder St. Gallen zu gelangen, bewog junge Familien, sich in Näfels niederzulassen. Von dieser Entwicklung zeugen die neu entstandenen Quartiere Neuweg, Grüt Ost und Erlen Süd.
Skigebiete wie Elm, Braunwald und Filzbach sind in wenigen Minuten von Näfels aus erreichbar.
In Näfels befindet sich das Sportzentrum lintharena ag und eine grosse Sportanlage mit Hallen- und Freibad.

## Sport
Als Standort der lintharena ag verfügt Näfels über eine grosse Anzahl von Sportvereinen. Die Arena ist zudem Heimstätte des Serienmeisters im Männer-Volleyball, Volley Näfels.

## Sehenswürdigkeiten
Näfels hat zahlreiche historische Bauten:
- der im Jahre 1642–1647 erbaute Freulerpalast (Museum des Landes Glarus),
- die Hilarius-Kirche,[7]
- das auf dem bedeutenden Bergsturzhügel errichtete Franziskanerkloster Mariaburg sowie
- das von Fridli Tolder 1551 errichtete Tolderhaus.

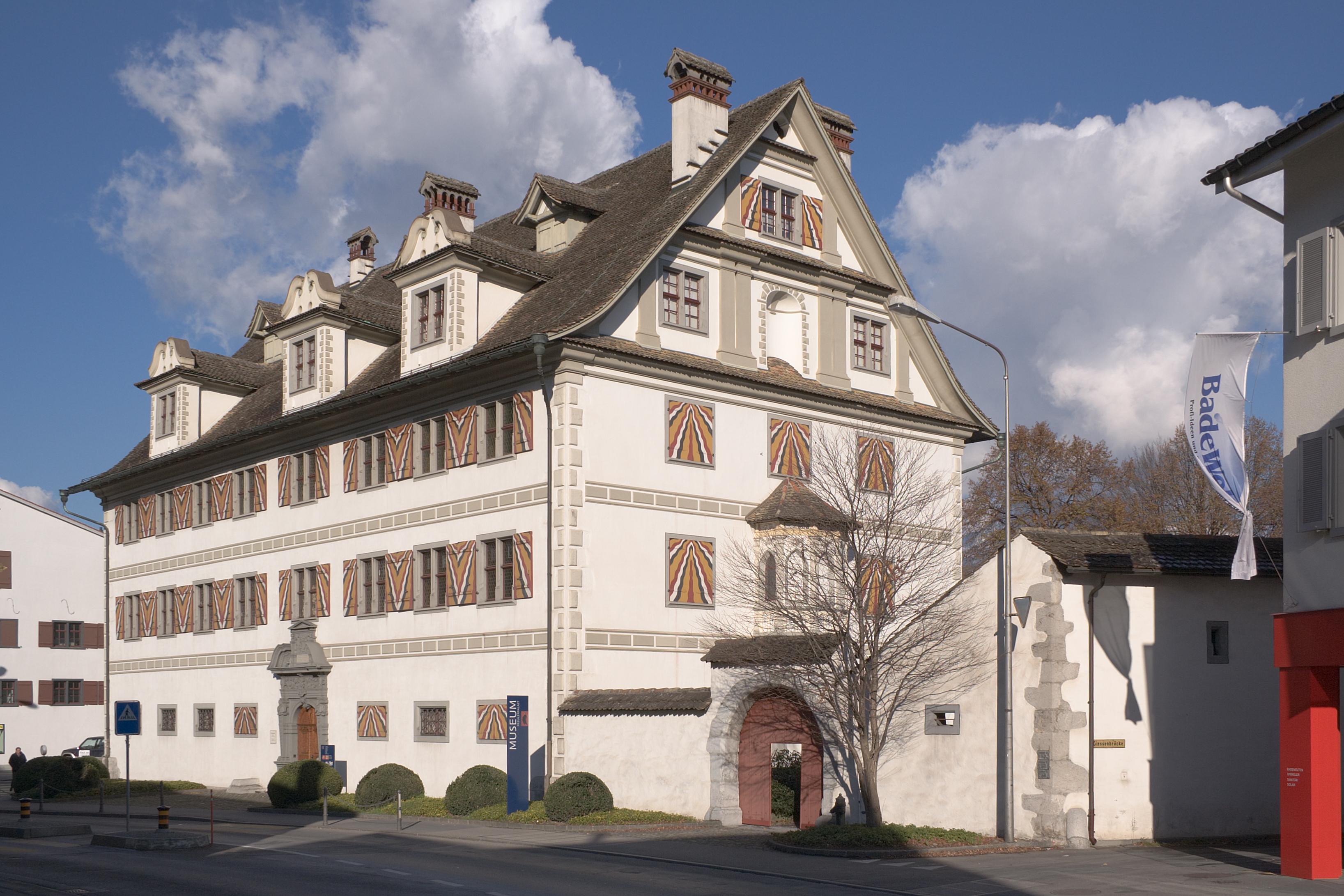
Freulerpalast
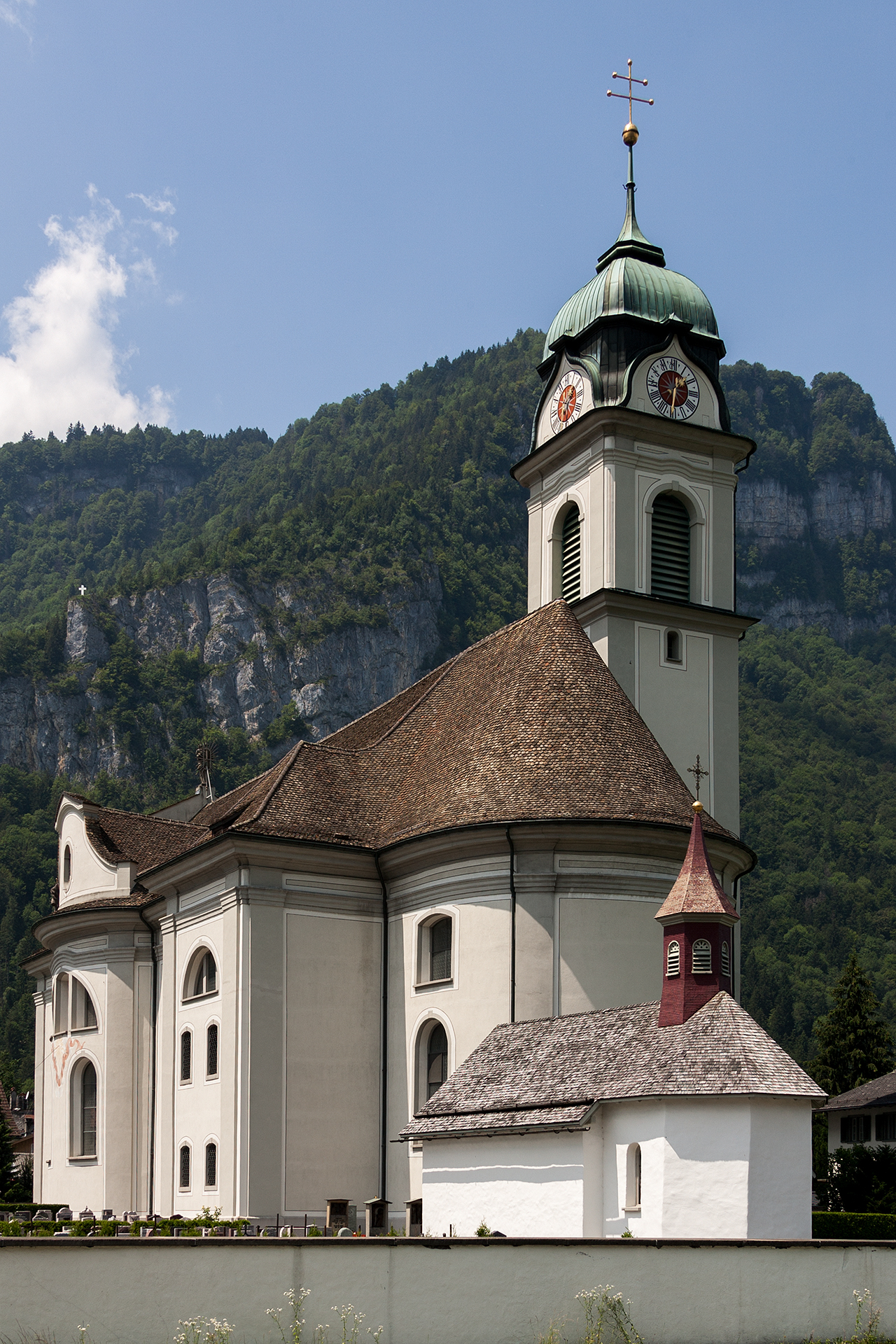
Katholische Kirche St. Hilarius
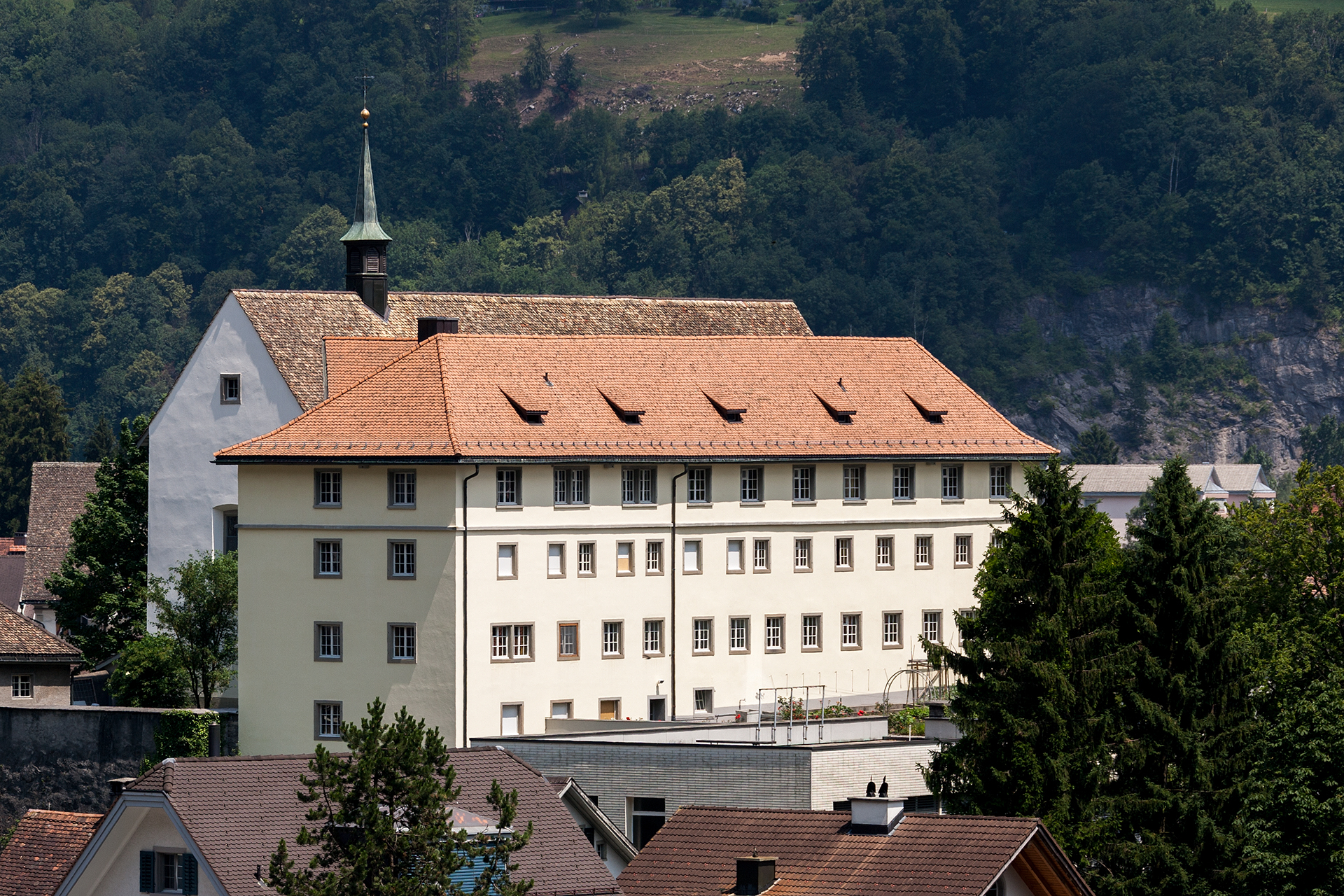
Franziskaner-Kloster
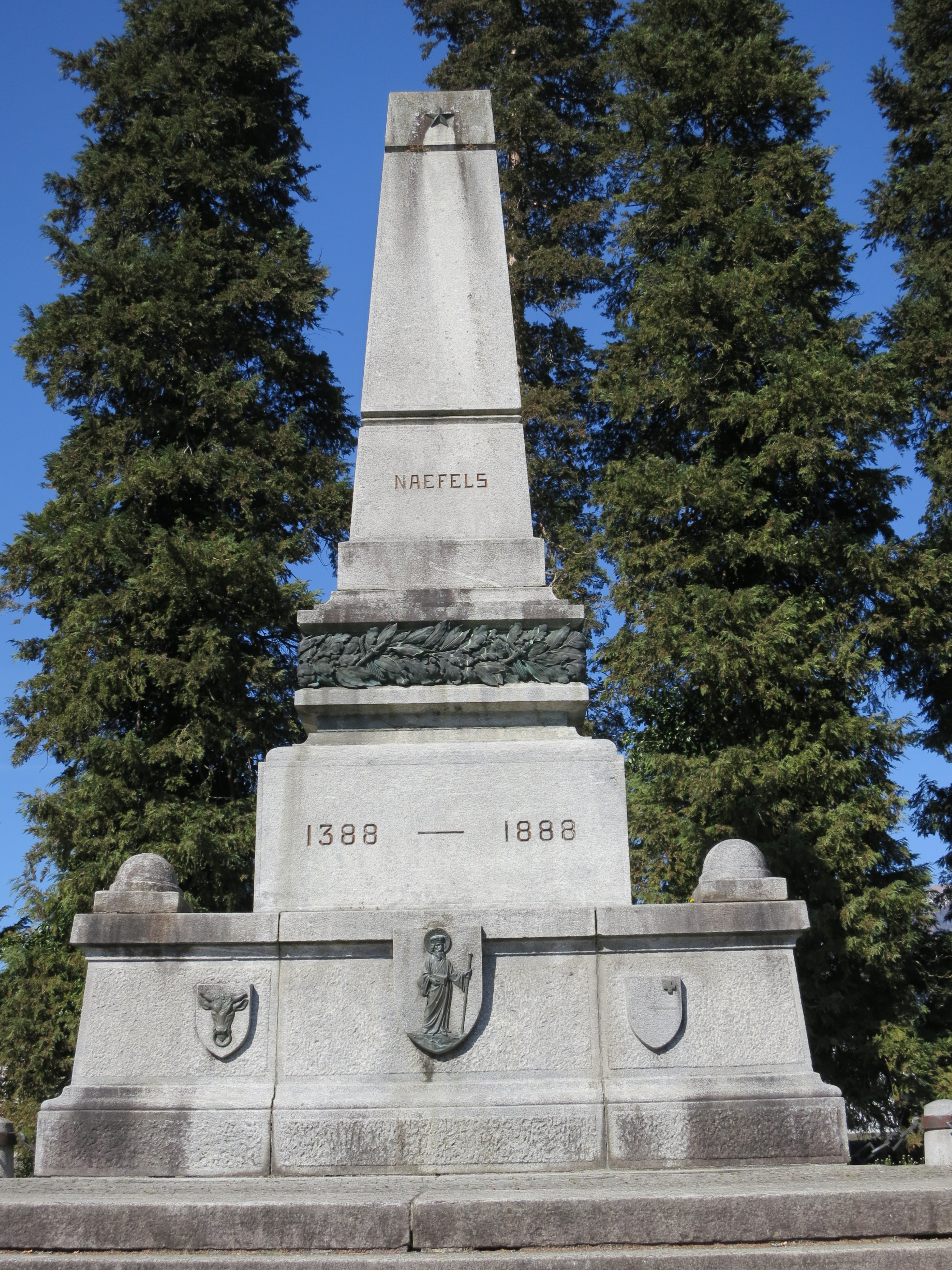
Schlachtdenkmal von 1888

## Persönlichkeiten
- Karl Josef Anton Leodegar von Bachmann (1734–1792), Schweizer Militär in französischen Diensten
- Niklaus Franz von Bachmann (1740–1831), erster Oberbefehlshaber der gesamtschweizerischen Armee
- Karl Müller von Friedberg (1755–1836), Politiker, Diplomat und Staatsmann
- Joseph von Freuler (1772–1841), Generalmajor
- Fridolin Josef Landolt (1806–1880), Jurist
- Josef Alois Müller (1871–1967), Politiker, Landammann
- Beda Hophan (1875–1964), Benediktinerpater und Abt des Klosters Disentis
- Josef Ivar Müller (1892–1969), Chorleiter und Komponist
- Emil Franz Josef Müller-Büchi (1901–1980), Publizistikwissenschaftler und Rechtshistoriker
- Friedrich Schröder (1910–1972), Komponist von Operetten und Tonfilmschlagern
- Jules Landolt (1930–2005), ehemaliger Regierungsrat
- Hildegard Feldmann (1936–1990), Krankenschwester und katholische Laien-Missionarin
- Laura Gallati (* 1939), Musikerin und Politikerin
- Louis Menar (1939–2014), Sänger, Entertainer und Bandleader
- Herbert Leiser (* 1941), Schauspieler
- Ernst Tremp (* 1948), Mediävist, in Näfels geboren und aufgewachsen
- Markus Landolt (* 1961), Fabrikant
- Martin Landolt (* 1968), Politiker
- Markus Hauser (* 1971), Jazzmusiker